# Melanoplus chiricahuae
Melanoplus chiricahuae är en insektsart som beskrevs av Morgan Hebard 1922. Melanoplus chiricahuae ingår i släktet Melanoplus, och familjen gräshoppor. Inga underarter finns listade i Catalogue of Life.